# Krajačići
Krajačići je naseljeno mjesto u Republici Hrvatskoj u sastavu općine Brodski Stupnik u Brodsko-posavskoj županiji.

## Zemljopis
Krajačići se nalazi istočno od Brodskog Stupnika na cesti između Slavonskoga Broda i Požege, susjedna naselja su Stari Slatinik na jugu, Grižići na sjeveru te Lovčić na istoku .

## Stanovništvo
Prema popisu stanovništva iz 2011. godine Krajačići su imali 118 stanovnika. 
| broj stanovnika | 61    | 67    | 58    | 64    | 82    | 87    | 97    | 121   | 157   | 147   | 113   | 111   | 121   | 127   | 133   | 118   | 82    |
|                 | 1857. | 1869. | 1880. | 1890. | 1900. | 1910. | 1921. | 1931. | 1948. | 1953. | 1961. | 1971. | 1981. | 1991. | 2001. | 2011. | 2021. |